# Heinrich Pommerenke
Heinrich Max Pommerenke (Bentwisch, 1937. július 6. – Asperg, 2008. december 27.) német sorozatgyilkos. 2008-as haláláig ő volt leghosszabb ideig börtönben lévő fogoly Németországban. Ragadványneve: A Fekete-erdei rém.

## Fiatalkora
Heinrich Pommerenke a mecklenburgi Rostock melletti Bentwischből származott, ahol édesapja kikötői munkás volt. Miután édesapja a háborúban elesett, édesanyja pedig a háború után, 1949-ben a gyermekei nélkül a Svájcba költözött, Pommerenke félárvaként nőtt fel nagyszüleinél Mecklenburgban. Már iskoláskorában követett el nemi erőszakot. Az iskola után festő szakmunkásképzőt végzett. Miután ismét megerőszakolt valakit, 1953-ban Nyugat-Berlinbe menekült az NDK-ból. A helyi rendőrség azonban elfogta, és felvették a kapcsolatot az anyával aki beleegyezett abba, hogy fiát Zürichben fogadják be. Heinrich a svájci Schaffhausenben, egy vásáron talált munkát. Amikor ott egy nemi erőszak miatt ismét felmerült a neve, tíz évre kiutasították Svájcból. Ez idő alatt további bűncselekményeket követett el, például rablásokat és erkölcsi bűncselekményeket Dél-Németországban, valamint az ausztriai Bregenzben.

## Az erőszakos cselekmények és a hajtóvadászat
Pommerenke 1959-ben gyilkosságok és gyilkossági kísérletek sűrű sorozatával különösen a fekete-erdei régióban keltett rémületet. Bizonyos vonzalmat mutatott a vonatok, a vasútállomások és a vasúti töltések iránt, de anélkül, hogy egységes elkövetési módot követett volna, így tettei sokáig nem voltak összefüggésbe hozhatók, és csak letartóztatása után lehetett teljes mértékben neki tulajdonítani. Pommerenke ez idő alatt Hornbergben élt. 
Pommerenke későbbi vallomása szerint egy karlsruhei moziban Cecil B. DeMille A tízparancsolat című filmjének vetítésén tett látogatása váltotta ki gyilkosságsorozatát, amelynek összesen négy nő esett áldozatul. Az Aranyborjú körüli, hiányos öltözetű nők táncának ábrázolása után arra a következtetésre jutott, hogy a nők minden rossz okozói, és hogy küldetése, hogy megbüntesse őket. 
Még aznap este elkövette az első gyilkosságot a mozi melletti parkban. Áldozatának, a 49 éves Hilde Konternek a holttestét 1959. február 26-án találták meg a Karlsruhe-Durbach autópálya-csomópont közelében, akit megerőszakoltak, majd a torkát elvágták.
1959 márciusában szexuálisan zaklatta a 18 éves Karin Wälde-t egy faházban Hornberg külterületén, majd a fiatal nőt egy kővel agyonverte, és holttestét a közeli vasúti töltésen át a folyópartra dobta. A holttestet 1959. március 25-én találták meg a Gutach partján.
1959. május 30-án a nyitott ablakon keresztül bejutott egy 18 éves kereskedelmi alkalmazott hálószobájába szülei singeni (Hohentwiel) házában, és megpróbálta megfojtani; az áldozat azonban ki tudta magát szabadítani a szorításból és segítséget hívott, mire Pommerenke elmenekült. A nő másnap pontos személyleírást tudott adni a rendőrségnek, a bűncselekményt azonban kezdetben nem hozták összefüggésbe a két korábbi gyilkossággal. 
1959. május 31-én, nem sokkal éjfél előtt Pommerenke Heidelberg főpályaudvarán felszállt a D 969-es, az olasz Riviérára, Finale Ligure-ba tartó különvonatra. A vonaton a 21 éves Dagmar Klimeket mellkason szúrta, majd a holttestet a Rajna-völgyi vonalon, a Bázel felé tartó vonaton Freiburg im Breisgau után nem sokkal, Ebringen megállóhely közelében kidobta a mozgó vonatból, majd behúzta a vészféket, így a vonat mintegy két kilométerrel délebbre, Schallstadtnál megállt. Pommerenke leszállt, visszasétált áldozata holttestéhez, és egy közeli földútra vonszolta, ahol megerőszakolta a halott nőt. Másnap reggel, amikor a vonat már elérte a svájci Bellinzonát, Dagmar Klimek eltűnését bejelentették a vele utazó barátai; azonban először nem sikerült kapcsolatot találni a Schallstadt közelében történt vészfékezéssel, amelynek során két szemtanú azt állította, hogy egy alakot láttak kimászni a vonatból. Klimek holttestét csak 1959. június 5-én találták meg az Ebringához közeli vasúti töltésen; az igazságügyi orvosszakértői vizsgálat a halál okaként a késszúrást állapította meg, míg a vonatról való lezuhanásból származó egyéb sérülések nem bizonyultak halálosnak. A freiburgi rendőrség nyomozása kezdetben eredménytelenül zárult, többek között azért is, mert a szóban forgó vagont, amelyet néhány nap múlva a Szövetségi Bűnügyi Hivatal segítségével Freiburgba szállítottak vizsgálatra, időközben többször is teljesen megtisztították, így már nem maradtak használható nyomok. Az olaszországi nyaralóhelyeken az útitársak kihallgatása, amelyet nagy alapossággal végeztek, szintén nem hozott konkrét eredményeket. 
1959. június 2-án, vagyis még a Klimek-gyilkossági ügy ismertté válása előtt Pommerenke a tribergi vasútállomás közelében megtámadott egy 25 éves pincérnőt, egy vaskos fával leütötte, és elrabolta a táskáját. 
1959. június 6-án Karlsruhéban kerékpározás közben súlyosan megsebesített két nőt azzal, hogy hátba szúrta őket. 
1959. június 8-án éjszaka a nyitott ablakon keresztül behatolt egy tizenöt éves lány szobájába, és nyakon szúrva súlyosan megsebesítette, de a segítségére siető apja elriasztotta. A rendőrségnek azonban sikerült az elkövető egyetlen ujjlenyomatát rögzítenie a helyszínen. 
1959. június 9-én Baden-Baden közelében megerőszakolta a 16 éves Rita Walterspachert, megfojtotta, majd holttestét egy erdős területen dobta ki, ahol másnap megtalálták. A korábbi gyilkosságokhoz hasonlóan a nyomozóknak ezúttal sem volt használható nyomuk. 
1959. június 10-én egy baden-badeni fegyverboltba való betörés során Pommerenke többek között egy kiskaliberű puskát és egy légpisztolyt lopott el. 1959. június 18-án ezzel a pisztollyal kirabolt egy pénztárost a Karlsruhe-Durlach vasútállomáson, ellopott 540 márkát, és elmenekült. Még aznap átvette a saját nevére megrendelt öltönyt egy hornbergi szabótól. Kopott ruháin kívül egy csomagot is hátrahagyott, amelyben a Baden-Badenben ellopott kiskaliberű puska volt. 
A durlachi vasútállomáson, a bűncselekmény helyszínén biztosított lábnyom, amely megegyezett az 1959. június 8-án biztosított nyomokkal, valamint a pisztoly leírása alapján a rendőrségnek ez volt az első bizonyíték a betörés és a gyilkosságsorozat közötti kapcsolatra. 1959. június 19-én a hornbergi szabó jelentette a kiskaliberű puska megtalálását, és megadta a nyomozóknak a körözött férfi személyi adatait; még aznap felismerték Pommerenkét Hornbergben, és végül az állomás előkertjében letartóztatták. 

## Vallomása és ítélete
Az ezt követő kihallgatások során Pommerenke összesen 65 bűncselekményt ismert be, köztük a négy gyilkosságot, hét további gyilkossági kísérletet, két befejezett és 25 megkísérelt nemi erőszakot, hat rablást, tíz betöréses lopást és hat egyszerű lopást. 
A Pommerenke elleni per 1960. október 3-án kezdődött a Freiburg im Breisgau-i tartományi bíróságon. Az általa beismert bűncselekmények közül 38 ellen nem emeltek vádat, mivel a bűncselekmények elkövetésekor még nem töltötte be a 21. életévét. Hans Ruffin és Christoph Staewen szakértők teljes mértékben bűnösnek nyilvánították a vádlottat. Október 22-én hatszoros életfogytiglani börtönbüntetésre és további 15 év börtönre ítélték (amely összesen 165 év egyéni büntetésből állt össze); ez volt a háború utáni időszakban a szövetségi német bíróság által hozott legsúlyosabb ítélet.
1960-tól kezdve a bruchsali börtönben raboskodott; felfüggesztett büntetését többször is megtagadták azzal az indokkal, hogy még mindig túl nagy biztonsági kockázatot jelentett a civil lakosságra nézve.
2006 végén a Hohenasperg erődben lévő börtönbe került, ahol a baden-württembergi börtönrendszer központi kórháza is található. Ott szociális terápián kellett volna részt vennie. A terápiát azonban alig egy év után abbahagyták; ezután a heilbronni börtönbe szállították. 

## Áldozatok
- 1959 februárja: Hilde Konter (49)
- 1959 márciusa: Karin Wälde (19)
- 1959 május 31.: Dagmar Klimek (21)
- 1959 június 9.:Rita Walterspacher (15)

## Utolsó évei
2008 decemberében leukémia miatt ismét a Hohenasperg Börtönkórházba került, ahol 2008. december 27-én, 71 éves korában meghalt. Holttestét elhamvasztották, hamvait a Balti-tengerbe szórták, hogy földi maradványait ne szégyeníthessék meg az ellenségei. Halálakor ő volt a leghosszabb ideig fogva tartott rab Németországban. Halála után ez a "cím" Hans-Georg Neumannt illette meg. 

## Fordítás
- Ez a szócikk részben vagy egészben  a   Heinrich Pommerenke című német Wikipédia-szócikk fordításán alapul.  Az eredeti cikk szerkesztőit annak laptörténete sorolja fel. Ez a jelzés csupán a megfogalmazás eredetét és a szerzői jogokat jelzi, nem szolgál a cikkben szereplő információk forrásmegjelöléseként.